# Diplazium conterminum
Diplazium conterminum är en majbräkenväxtart som beskrevs av Hermann Christ.
Diplazium conterminum ingår i släktet Diplazium och familjen Athyriaceae. Inga underarter finns listade i Catalogue of Life.